# Большая Хадырьяха
Большая Хадырьяха (устар. Бол. Хадырь-Яха) — река на севере Западной Сибири, на востоке центральной части Пуровского района Ямало-Ненецкого автономного округа. Один из правых притоков реки Пур, впадает в него на 247-м км от устья, у пгт. Уренгой.
Длина реки — 237 км. Площадь её бассейна — 5120 км².
В бассейне насчитывается 230 водотоков, из них 35 имеют длину более 10 км. Питание преимущественно снеговое.
Половодье длится не менее двух месяцев. Средний годовой расход воды — около 50 м³/с, объём годового стока реки — 1,1 км³.
Большая Хадырьяха покрывается льдом в октябре и открывается только в мае-июне. В обоих случаях для реки характерен ледоход. Длительность ледостава обычно около 7,5 мес.

## Притоки
{км от устья}
- 2 км Нюняяха
- 56 км: Тыдэотта
- 71 км: Нгарка-Саловаяха
- 77 км: Вэнтокойяха
- 81 км: Талдэяха
- 97 км: Нгарка-Янгъяха
- Нюдя-Янгъяха
- Сидияха
- 116 км: Вачамъяха
- 137 км: Хэльстояха
- 165 км: Согондьяха
- 181 км: Янгъяха
- 197 км: Тынзянъяха
- Ёслюяха
- 218 км: Тэусияха

## Данные водного реестра
По данным государственного водного реестра России относится к Нижнеобскому бассейновому округу, водохозяйственный участок реки — Пур. Речной бассейн реки — Пур.
Код объекта в государственном водном реестре — 15040000112115300060237.